# ایگور آندریف
 ایگور آندریف (روسی: И́горь Вале́рьевич Андре́ев؛ زاده ۱۴ ژوئیهٔ ۱۹۸۳) یک تنیس‌باز اهل روسیه است. 